# Desa Ciroyom (administrativ by i Indonesien, lat -7,49, long 107,98)
Desa Ciroyom är en administrativ by i Indonesien.   Den ligger i provinsen Jawa Barat, i den västra delen av landet, 190 km sydost om huvudstaden Jakarta.